# ليماقس
ليماقس هي إحدى قرى ولاية قبلي بالجنوب التونسي، تقع على الطريق الرابطة بين قبلي وقابس على بعد حوالي 12 كلم من المدينة الأولى. ويعتمد اقتصادها على غراسة نخيل الدقلة خاصة والأنشطة الفلاحية تحت البيوت المحمية باستعمال المياه الجيوحرارية.